# Baccio Pontelli

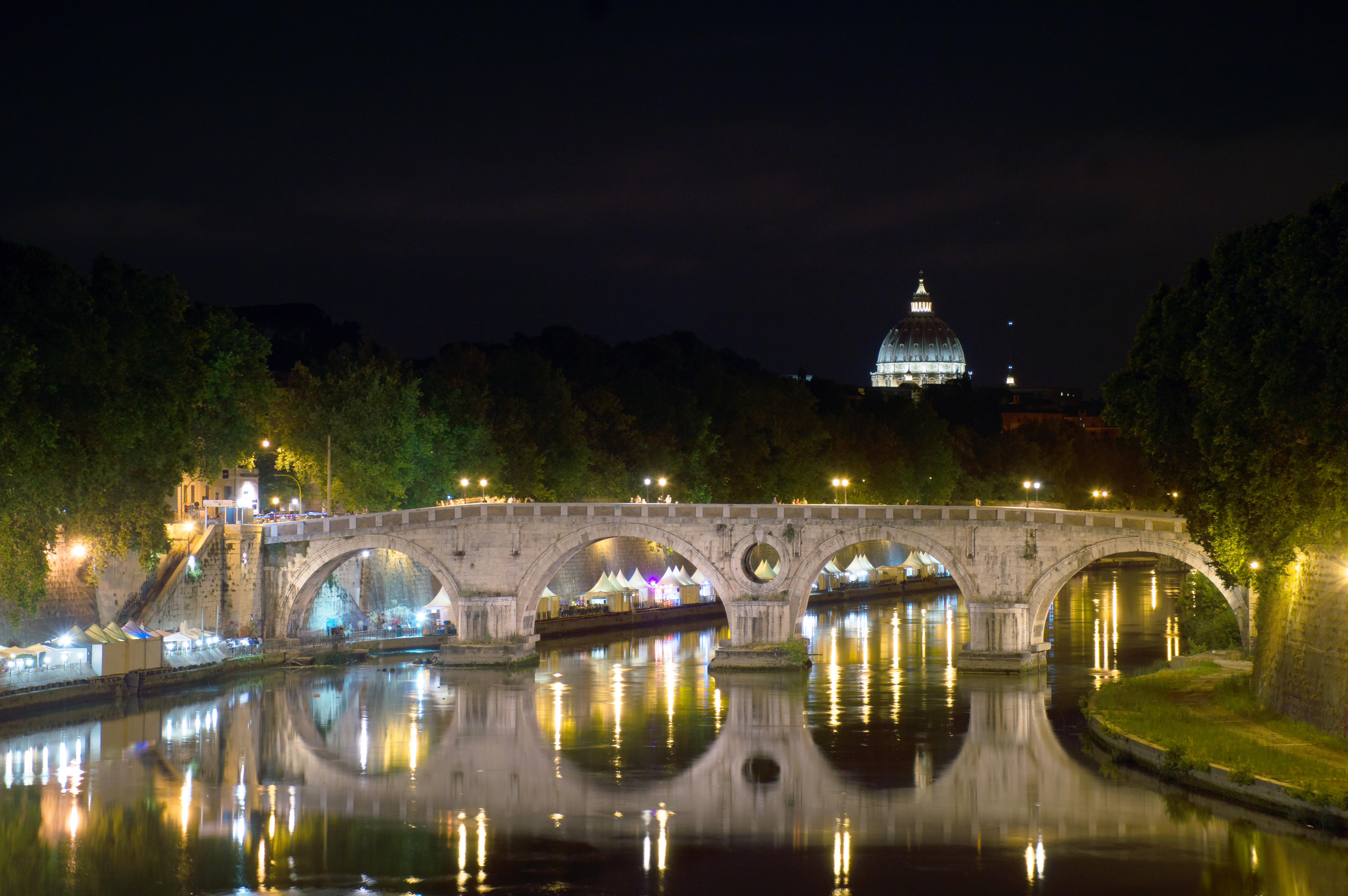
El puente Sixto o Sisto que conecta el Trastevere con el centro de Roma

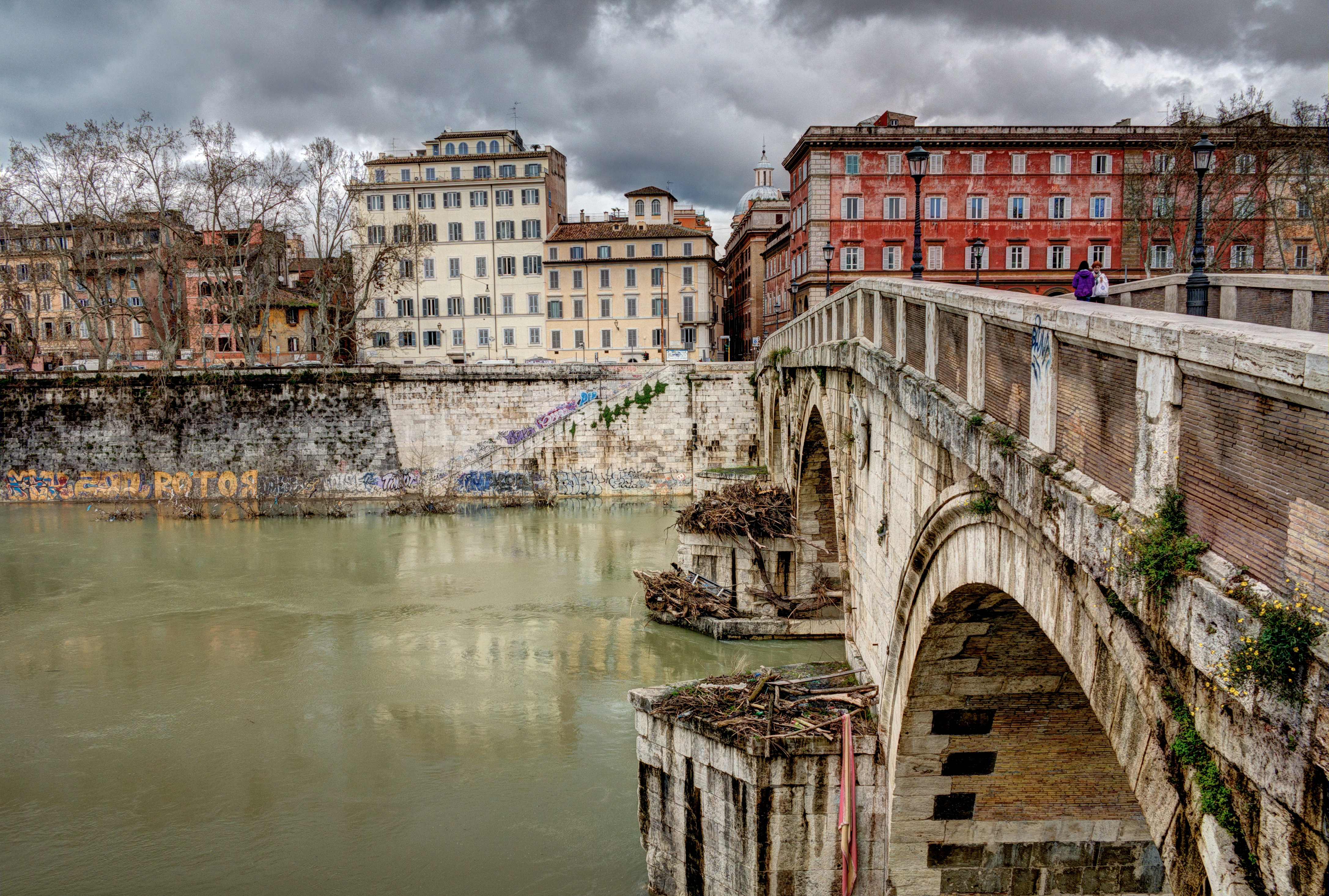

Baccio Pontelli (Florencia, c. 1450 – Urbino, 1492) fue un arquitecto italiano. Baccio es una abreviatura de Bartolomeo.
Pontelli se formó, con un Giuliano y Benedetto da Maiano en Florencia. Influenciado por Francesco di Giorgio Martini durante un viaje a Urbino (1480-1482), estuvo trabajando en Florencia y más tarde en Urbino.
En medio de muchas incertidumbres, se le atribuye un papel importante en la creación de la marquetería del Studiolo de Federico da Montefeltro, en el Palacio Ducal de Urbino. Las incrustaciones probablemente fueron elaboradas en Florencia y luego enviadas a Urbino, en un período en el que está documentada su estancia en Pisa entre 1475 y 1478, para la ejecución de unas incrustaciones para la catedral. Es difícil por tanto hipotetizar a Pontelli en un papel destacado en la empresa, que probablemente tenía un carácter colectivo.
Como arquitecto, en Roma, participó en el programa papal de construcción y renovación urbanística. Sus proyectos incluyen: Santa Áurea en Ostia Antica; el puente Sisto, el hospital Santo Spirito en Sassia, la iglesia de Sant'Agostino; la fachada de Santa María del Popolo, San Pietro in Vincoli y un diseño para la Capilla Sixtina junto a Giovanni di Dolci.
En los últimos años de su vida trabajó en las fortalezas militares de Ostia, Acquaviva Picena Jesi, Osimo y Senigallia.